# Bellot (Mondkrater)
Bellot ist ein kleiner Einschlagkrater am südwestlichen Ufer des Mare Fecunditatis. Er liegt zwischen den Kratern Goclenius im Nordwesten und Crozier im Südosten. Im Südwesten zeichnet sich der Krater Colombo ab und im Westen erkennt man Magelhaens.
Bellot ist kreisrund und schüsselförmig und die Kraterinnenwände fallen sanft zum relativ kleinen Kraterboden hin ab. Das Kraterinnere hat eine höhere Albedo als die umgebende Oberfläche.
| Buchstabe | Position           | Durchmesser | Link |
| --------- | ------------------ | ----------- | ---- |
| A         | 13,21° S, 47,6° O  | 8 km        |      |
| B         | 13,58° S, 47,68° O | 7 km        |      |